# Dido (Sängerin)/Diskografie
Diese Diskografie ist eine Übersicht über die musikalischen Werke der britischen Popsängerin Dido. Den Quellenangaben und Schallplattenauszeichnungen zufolge hat sie bisher mehr als 49,3 Millionen Tonträger verkauft, davon alleine in ihrer Heimat über 11,3 Millionen. Ihre erfolgreichste Veröffentlichung ist das Debütalbum No Angel mit über 20 Millionen verkauften Einheiten.

## Alben

### Studioalben
| Jahr | Titel Musiklabel                             | Höchstplatzierung, Gesamtwochen, AuszeichnungChartplatzierungen (Jahr, Titel, Musiklabel, Platzierungen, Wochen, Auszeichnungen, Anmerkungen) | Höchstplatzierung, Gesamtwochen, AuszeichnungChartplatzierungen (Jahr, Titel, Musiklabel, Platzierungen, Wochen, Auszeichnungen, Anmerkungen) | Höchstplatzierung, Gesamtwochen, AuszeichnungChartplatzierungen (Jahr, Titel, Musiklabel, Platzierungen, Wochen, Auszeichnungen, Anmerkungen) | Höchstplatzierung, Gesamtwochen, AuszeichnungChartplatzierungen (Jahr, Titel, Musiklabel, Platzierungen, Wochen, Auszeichnungen, Anmerkungen) | Höchstplatzierung, Gesamtwochen, AuszeichnungChartplatzierungen (Jahr, Titel, Musiklabel, Platzierungen, Wochen, Auszeichnungen, Anmerkungen) | Anmerkungen                                                     |
| Jahr | Titel Musiklabel                             | DE | AT | CH | UK | US | Anmerkungen                                                     |
| ---- | -------------------------------------------- | --- | --- | --- | --- | --- | --------------------------------------------------------------- |
| 1999 | No Angel Arista Records (BMG Ariola)         | DE2 ×3Dreifachgold · (57 Wo.)DE | AT1 Platin · (39 Wo.)AT | CH2 ×3Dreifachplatin · (78 Wo.)CH | UK1 ×10Zehnfachplatin · (147 Wo.)UK | US4 ×4Vierfachplatin · (69 Wo.)US | Erstveröffentlichung: 1. Juni 1999 Verkäufe: + 20.000.000       |
| 2003 | Life for Rent Arista Records (BMG Ariola)    | DE1 ×3Dreifachplatin · (54 Wo.)DE | AT2 Platin · (46 Wo.)AT | CH1 ×3Dreifachplatin · (54 Wo.)CH | UK1 ×9Neunfachplatin · (63 Wo.)UK | US4 ×2Doppelplatin · (47 Wo.)US | Erstveröffentlichung: 29. September 2003 Verkäufe: + 12.000.000 |
| 2008 | Safe Trip Home RCA Records (Sony BMG)        | DE3 Gold · (14 Wo.)DE | AT11 (8 Wo.)AT | CH1 Platin · (17 Wo.)CH | UK2 Gold · (10 Wo.)UK | US13 (10 Wo.)US | Erstveröffentlichung: 14. November 2008 Verkäufe: + 388.000     |
| 2013 | Girl Who Got Away RCA Records (Sony)         | DE2 (8 Wo.)DE | AT6 (4 Wo.)AT | CH2 (11 Wo.)CH | UK5 Silber · (12 Wo.)UK | US32 (3 Wo.)US | Erstveröffentlichung: 1. März 2013 Verkäufe: + 70.000           |
| 2019 | Still on My Mind BMG Rights Management (WMG) | DE6 (11 Wo.)DE | AT5 (2 Wo.)AT | CH4 (11 Wo.)CH | UK3 Silber · (13 Wo.)UK | US45 (1 Wo.)US | Erstveröffentlichung: 8. März 2019 Verkäufe: + 110.000          |

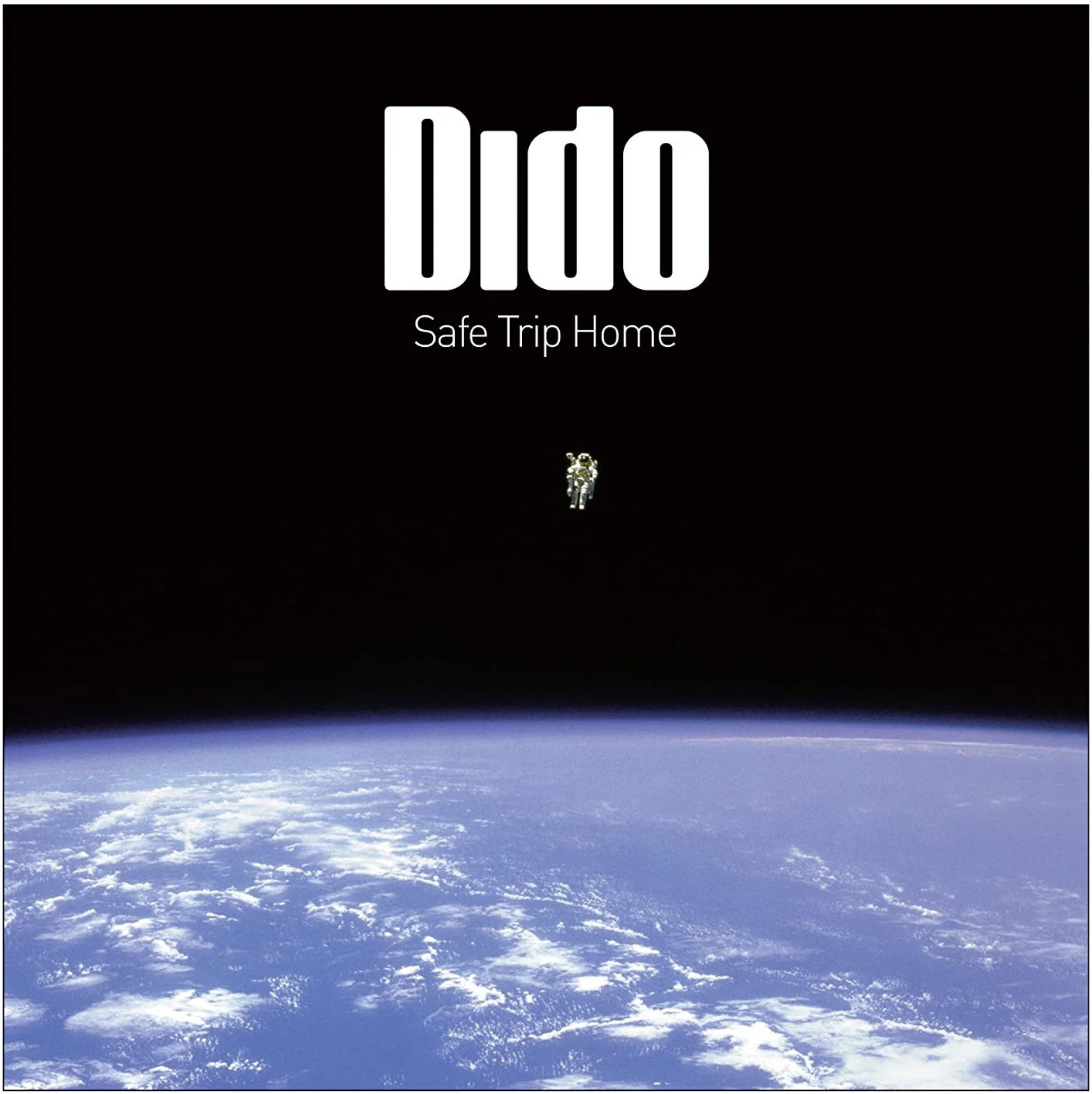
Frontcover zu Safe Trip Home

### Livealben
| Jahr | Titel Musiklabel                                    | Höchstplatzierung, Gesamtwochen, AuszeichnungChartplatzierungen (Jahr, Titel, Musiklabel, Platzierungen, Wochen, Auszeichnungen, Anmerkungen) | Höchstplatzierung, Gesamtwochen, AuszeichnungChartplatzierungen (Jahr, Titel, Musiklabel, Platzierungen, Wochen, Auszeichnungen, Anmerkungen) | Höchstplatzierung, Gesamtwochen, AuszeichnungChartplatzierungen (Jahr, Titel, Musiklabel, Platzierungen, Wochen, Auszeichnungen, Anmerkungen) | Höchstplatzierung, Gesamtwochen, AuszeichnungChartplatzierungen (Jahr, Titel, Musiklabel, Platzierungen, Wochen, Auszeichnungen, Anmerkungen) | Höchstplatzierung, Gesamtwochen, AuszeichnungChartplatzierungen (Jahr, Titel, Musiklabel, Platzierungen, Wochen, Auszeichnungen, Anmerkungen) | Anmerkungen                                           |
| Jahr | Titel Musiklabel                                    | DE | AT | CH | UK | US | Anmerkungen                                           |
| ---- | --------------------------------------------------- | --- | --- | --- | --- | --- | ----------------------------------------------------- |
| 2005 | Live at Brixton Academy Arista Records (BMG Ariola) | DE50 (4 Wo.)DE | AT*AT | — | UK*UK | — | Erstveröffentlichung: 7. Juni 2005 * siehe Videoalbum |

### Kompilationen
| Jahr | Titel Musiklabel                 | Höchstplatzierung, Gesamtwochen, AuszeichnungChartplatzierungen (Jahr, Titel, Musiklabel, Platzierungen, Wochen, Auszeichnungen, Anmerkungen) | Höchstplatzierung, Gesamtwochen, AuszeichnungChartplatzierungen (Jahr, Titel, Musiklabel, Platzierungen, Wochen, Auszeichnungen, Anmerkungen) | Höchstplatzierung, Gesamtwochen, AuszeichnungChartplatzierungen (Jahr, Titel, Musiklabel, Platzierungen, Wochen, Auszeichnungen, Anmerkungen) | Höchstplatzierung, Gesamtwochen, AuszeichnungChartplatzierungen (Jahr, Titel, Musiklabel, Platzierungen, Wochen, Auszeichnungen, Anmerkungen) | Höchstplatzierung, Gesamtwochen, AuszeichnungChartplatzierungen (Jahr, Titel, Musiklabel, Platzierungen, Wochen, Auszeichnungen, Anmerkungen) | Anmerkungen                                                 |
| Jahr | Titel Musiklabel                 | DE | AT | CH | UK | US | Anmerkungen                                                 |
| ---- | -------------------------------- | --- | --- | --- | --- | --- | ----------------------------------------------------------- |
| 2013 | Greatest Hits RCA Records (Sony) | — | — | CH57 (2 Wo.)CH | UK27 Gold · (6 Wo.)UK | — | Erstveröffentlichung: 22. November 2013 Verkäufe: + 107.500 |

### EPs
| Jahr | Titel Musiklabel                                | Anmerkungen                        |
| ---- | ----------------------------------------------- | ---------------------------------- |
| 1999 | The Highbury Fields Arista Records (BMG Ariola) | Erstveröffentlichung: 1999         |
| 2005 | Dido Live Arista Records (BMG Ariola)           | Erstveröffentlichung: 7. Juni 2005 |

## Singles

### Als Leadmusikerin
| Jahr | Titel Album                                    | Höchstplatzierung, Gesamtwochen, AuszeichnungChartplatzierungen (Jahr, Titel, Album, Platzierungen, Wochen, Auszeichnungen, Anmerkungen) | Höchstplatzierung, Gesamtwochen, AuszeichnungChartplatzierungen (Jahr, Titel, Album, Platzierungen, Wochen, Auszeichnungen, Anmerkungen) | Höchstplatzierung, Gesamtwochen, AuszeichnungChartplatzierungen (Jahr, Titel, Album, Platzierungen, Wochen, Auszeichnungen, Anmerkungen) | Höchstplatzierung, Gesamtwochen, AuszeichnungChartplatzierungen (Jahr, Titel, Album, Platzierungen, Wochen, Auszeichnungen, Anmerkungen) | Höchstplatzierung, Gesamtwochen, AuszeichnungChartplatzierungen (Jahr, Titel, Album, Platzierungen, Wochen, Auszeichnungen, Anmerkungen) | Anmerkungen                                                                                              |
| Jahr | Titel Album                                    | DE | AT | CH | UK | US | Anmerkungen                                                                                              |
| ---- | ---------------------------------------------- | --- | --- | --- | --- | --- | --- |
| 1999 | Here with Me No Angel                          | DE16 (16 Wo.)DE | AT9 (19 Wo.)AT | CH6 (25 Wo.)CH | UK4 Platin · (12 Wo.)UK | — | Erstveröffentlichung: 17. Mai 1999 Verkäufe: + 850.000                                                   |
| 2000 | Don’t Think of Me No Angel                     | — | — | — | — | — | Erstveröffentlichung: 19. Februar 2000                                                                   |
| 2001 | Thank You No Angel                             | DE41 (9 Wo.)DE | AT25 (10 Wo.)AT | CH16 (19 Wo.)CH | UK3 Platin · (10 Wo.)UK | US3 Gold · (39 Wo.)US | Erstveröffentlichung: 21. Mai 2001 Verkäufe: + 1.185.000                                                 |
| 2001 | Hunter No Angel                                | — | — | CH59 (13 Wo.)CH | UK17 (11 Wo.)UK | — | Erstveröffentlichung: 10. September 2001                                                                 |
| 2001 | All You Want No Angel                          | — | — | — | — | — | Erstveröffentlichung: 10. Dezember 2001                                                                  |
| 2003 | White Flag Life for Rent                       | DE1 Gold · (21 Wo.)DE | AT1 Gold · (24 Wo.)AT | CH2 Gold · (28 Wo.)CH | UK2 ×2Doppelplatin · (16 Wo.)UK | US18 Gold · (41 Wo.)US | Erstveröffentlichung: 1. September 2003 Verkäufe: + 2.139.000                                            |
| 2003 | Life for Rent                                  | DE33 (9 Wo.)DE | AT31 (8 Wo.)AT | CH19 (12 Wo.)CH | UK8 Silber · (11 Wo.)UK | — | Erstveröffentlichung: 1. Dezember 2003 Verkäufe: + 200.000                                               |
| 2004 | Don’t Leave Home Life for Rent                 | DE67 (9 Wo.)DE | AT54 (9 Wo.)AT | CH45 (8 Wo.)CH | UK25 (6 Wo.)UK | — | Erstveröffentlichung: 26. April 2004                                                                     |
| 2004 | Sand in My Shoes Life for Rent                 | DE54 (9 Wo.)DE | AT57 (5 Wo.)AT | CH95 (3 Wo.)CH | UK29 (3 Wo.)UK | — | Erstveröffentlichung: 20. September 2004                                                                 |
| 2008 | Don’t Believe in Love Safe Trip Home           | — | AT29 (3 Wo.)AT | CH16 (11 Wo.)CH | UK54 (2 Wo.)UK | — | Erstveröffentlichung: 14. November 2008                                                                  |
| 2009 | Quiet Times Safe Trip Home                     | — | — | — | — | — | Erstveröffentlichung: 14. Februar 2009                                                                   |
| 2010 | Everything to Lose Sex and the City 2 (O.S.T.) | — | — | — | — | — | Erstveröffentlichung: 7. September 2010                                                                  |
| 2010 | If I Rise 127 Hours (O.S.T.)                   | — | — | — | — | — | Erstveröffentlichung: 2. November 2010 mit A. R. Rahman                                                  |
| 2013 | No Freedom Girl Who Got Away                   | DE59 (3 Wo.)DE | — | CH28 (5 Wo.)CH | UK51 (3 Wo.)UK | — | Erstveröffentlichung: 7. Januar 2013                                                                     |
| 2013 | End of Night Girl Who Got Away                 | — | — | — | — | — | Erstveröffentlichung: 11. März 2013                                                                      |
| 2018 | Hurricanes Still on My Mind                    | — | — | — | — | — | Erstveröffentlichung: 16. November 2018                                                                  |
| 2018 | Friends Still on My Mind                       | — | — | — | — | — | Erstveröffentlichung: 21. Dezember 2018                                                                  |
| 2019 | Give You Up Still on My Mind                   | — | — | — | — | — | Erstveröffentlichung: 25. Januar 2019                                                                    |
| 2019 | Chances Still on My Mind                       | — | — | — | — | — | Erstveröffentlichung: 22. Februar 2019                                                                   |
| 2019 | Still on My Mind                               | — | — | — | — | — | Erstveröffentlichung: 1. März 2019                                                                       |
| 2019 | Take You Home Still on My Mind                 | — | — | — | — | — | Erstveröffentlichung: 8. März 2019                                                                       |
| 2019 | Just Because Still on My Mind                  | — | — | — | — | — | Erstveröffentlichung: 4. Oktober 2019                                                                    |
| 2023 | Thank You (Not So Bad) –                       | DE16 Platin · (… Wo.)DE | AT14 Platin · (65 Wo.)AT | CH14 Platin · (46 Wo.)CH | UK50 Gold · (26 Wo.)UK | — | Erstveröffentlichung: 1. Dezember 2023 Verkäufe: + 1.630.000 mit Dimitri Vegas & Like Mike, Tiësto & W&W |

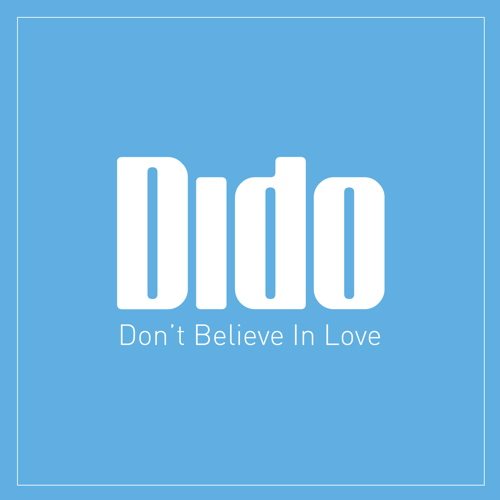
Frontcover zu Don’t Believe in Love

### Als Gastmusikerin
| Jahr | Titel Album                             | Höchstplatzierung, Gesamtwochen, AuszeichnungChartplatzierungen (Jahr, Titel, Album, Platzierungen, Wochen, Auszeichnungen, Anmerkungen) | Höchstplatzierung, Gesamtwochen, AuszeichnungChartplatzierungen (Jahr, Titel, Album, Platzierungen, Wochen, Auszeichnungen, Anmerkungen) | Höchstplatzierung, Gesamtwochen, AuszeichnungChartplatzierungen (Jahr, Titel, Album, Platzierungen, Wochen, Auszeichnungen, Anmerkungen) | Höchstplatzierung, Gesamtwochen, AuszeichnungChartplatzierungen (Jahr, Titel, Album, Platzierungen, Wochen, Auszeichnungen, Anmerkungen) | Höchstplatzierung, Gesamtwochen, AuszeichnungChartplatzierungen (Jahr, Titel, Album, Platzierungen, Wochen, Auszeichnungen, Anmerkungen) | Anmerkungen                                                                      |
| Jahr | Titel Album                             | DE | AT | CH | UK | US | Anmerkungen                                                                      |
| ---- | --------------------------------------- | --- | --- | --- | --- | --- | -------------------------------------------------------------------------------- |
| 2000 | Stan The Marshall Mathers LP • No Angel | DE1 ×3Dreifachgold · (19 Wo.)DE | AT1 Platin · (22 Wo.)AT | CH1 Gold · (26 Wo.)CH | UK1 ×4Vierfachplatin · (25 Wo.)UK | US51 ×4Vierfachplatin · (14 Wo.)US | Erstveröffentlichung: 20. November 2000 Verkäufe: + 8.840.000; Eminem feat. Dido |
| 2002 | One Step too Far Outrospective          | DE48 (8 Wo.)DE | — | CH51 (6 Wo.)CH | UK6 (3 Wo.)UK | — | Erstveröffentlichung: 8. April 2002 Faithless feat. Dido                         |
| 2003 | Feels Like Fire Shaman                  | — | — | — | — | — | Erstveröffentlichung: Juni 2003 Carlos Santana feat. Dido                        |
| 2004 | Do They Know It’s Christmas? –          | DE7 (6 Wo.)DE | AT15 (18 Wo.)AT | CH7 (8 Wo.)CH | UK1 ×2Doppelplatin · (12 Wo.)UK | — | Erstveröffentlichung: 29. November 2004 Verkäufe: + 1.200.000; mit Band Aid 20   |
| 2007 | Sing Songs of Mass Destruction          | — | — | — | — | — | Erstveröffentlichung: 1. Dezember 2007 Annie Lennox feat. Various Artists        |
| 2010 | Feelin’ Good The Dance                  | — | — | — | — | — | Erstveröffentlichung: 27. September 2010 Faithless feat. Dido                    |
| 2019 | My Boy The Last Summer                  | — | — | — | — | — | Erstveröffentlichung: 6. September 2019 R+ feat. Dido                            |
| 2023 | When Love Sucks Nu King                 | — | — | — | — | — | Erstveröffentlichung: 18. Mai 2023 Verkäufe: + 100.000; Jason Derulo feat. Dido  |

## Videoalben und Musikvideos

### Videoalben
| Jahr | Titel Musiklabel                                  | Höchstplatzierung, Gesamtwochen, AuszeichnungChartplatzierungen (Jahr, Titel, Musiklabel, Platzierungen, Wochen, Auszeichnungen, Anmerkungen) | Höchstplatzierung, Gesamtwochen, AuszeichnungChartplatzierungen (Jahr, Titel, Musiklabel, Platzierungen, Wochen, Auszeichnungen, Anmerkungen) | Höchstplatzierung, Gesamtwochen, AuszeichnungChartplatzierungen (Jahr, Titel, Musiklabel, Platzierungen, Wochen, Auszeichnungen, Anmerkungen) | Höchstplatzierung, Gesamtwochen, AuszeichnungChartplatzierungen (Jahr, Titel, Musiklabel, Platzierungen, Wochen, Auszeichnungen, Anmerkungen) | Höchstplatzierung, Gesamtwochen, AuszeichnungChartplatzierungen (Jahr, Titel, Musiklabel, Platzierungen, Wochen, Auszeichnungen, Anmerkungen) | Anmerkungen                                                              |
| Jahr | Titel Musiklabel                                  | DE | AT | CH | UK | US | Anmerkungen                                                              |
| ---- | ------------------------------------------------- | --- | --- | --- | --- | --- | ------------------------------------------------------------------------ |
| 2005 | Live at Brixton Academy Cheeky Records (Sony BMG) | DE*DE | AT3 (2 Wo.)AT | — | UK21 (6 Wo.)UK | — | Erstveröffentlichung: 7. Juni 2005 Verkäufe: + 35.000; * siehe Livealbum |

### Musikvideos
| Jahr | Titel                        | Regie                                                       |
| ---- | ---------------------------- | ----------------------------------------------------------- |
| 1999 | Here with Me                 | Big TV! (Version 1, 1999) Liz Friedlander (Version 2, 2001) |
| 2000 | Stan                         | Philip Atwell, Dr. Dre                                      |
| 2001 | Thank You                    | Dave Meyers                                                 |
| 2001 | Hunter                       | Matthew Rolston                                             |
| 2001 | All I Want                   |                                                             |
| 2002 | One Step Too Far             | Liz Friedlander                                             |
| 2003 | White Flag                   | Joseph Kahn                                                 |
| 2003 | Life for Rent                | Sophie Muller                                               |
| 2004 | Don’t Leave Home             | Jake Nava                                                   |
| 2004 | Sand in My Shoes             | Alex DeRackoff                                              |
| 2004 | Do They Know It’s Christmas? | Geoff Wonfor                                                |
| 2008 | Don’t Believe in Love        | AlexandLiane                                                |
| 2008 | Look No Further              | Sally Williams                                              |
| 2008 | It Comes and It Goes         | Tinge Krishna                                               |
| 2008 | The Day Before the Day       | Cristiana Miranda                                           |
| 2009 | Us 2 Little Gods             | Marcus Prado                                                |
| 2010 | Feelin’ Good                 |                                                             |
| 2011 | If I Rise                    |                                                             |
| 2013 | No Freedom                   | Ethan Lader                                                 |
| 2013 | End of Night                 | De La Muerte                                                |
| 2019 | Hurricanes                   | Peter Lawrie Winfield                                       |
| 2019 | Give You Up                  | Sophie Muller                                               |
| 2019 | Take You Home                | Rankin                                                      |

## Autorenbeteiligungen
Dido als Autorin in den Charts

| Jahr | Titel Interpretation                           | Höchstplatzierung, Gesamtwochen, AuszeichnungChartplatzierungen (Jahr, Titel, Interpretation, Platzierungen, Wochen, Auszeichnungen, Anmerkungen) | Höchstplatzierung, Gesamtwochen, AuszeichnungChartplatzierungen (Jahr, Titel, Interpretation, Platzierungen, Wochen, Auszeichnungen, Anmerkungen) | Höchstplatzierung, Gesamtwochen, AuszeichnungChartplatzierungen (Jahr, Titel, Interpretation, Platzierungen, Wochen, Auszeichnungen, Anmerkungen) | Höchstplatzierung, Gesamtwochen, AuszeichnungChartplatzierungen (Jahr, Titel, Interpretation, Platzierungen, Wochen, Auszeichnungen, Anmerkungen) | Höchstplatzierung, Gesamtwochen, AuszeichnungChartplatzierungen (Jahr, Titel, Interpretation, Platzierungen, Wochen, Auszeichnungen, Anmerkungen) | Anmerkungen                                               |
| Jahr | Titel Interpretation                           | DE | AT | CH | UK | US | Anmerkungen                                               |
| ---- | ---------------------------------------------- | --- | --- | --- | --- | --- | --------------------------------------------------------- |
| 1998 | Take the Long Way Home Faithless               | DE56 (10 Wo.)DE | AT36 (1 Wo.)AT | CH50 (2 Wo.)CH | UK15 (7 Wo.)UK | — | Erstveröffentlichung: 21. November 1998                   |
| 2002 | I’m Not a Girl, Not Yet a Woman Britney Spears | DE10 (15 Wo.)DE | AT3 (17 Wo.)AT | CH16 (21 Wo.)CH | UK2 Silber · (11 Wo.)UK | — | Erstveröffentlichung: 5. Februar 2002 Verkäufe: + 235.000 |
| 2020 | Thank You [Not So Bad] VIZE & Felix Jaehn      | DE71 Gold · (18 Wo.)DE | AT62 (7 Wo.)AT | — | — | — | Erstveröffentlichung: 7. Februar 2020 Verkäufe: + 365.000 |

## Promoveröffentlichungen
| Jahr | Titel Album                      | Anmerkungen                                                  |
| ---- | -------------------------------- | ------------------------------------------------------------ |
| 1999 | Honestly Ok No Angel             | Erstveröffentlichung: 13. September 1999                     |
| 2003 | Stoned Life for Rent             | Erstveröffentlichung: 2003                                   |
| 2012 | Let Us Move On Girl Who Got Away | Erstveröffentlichung: 17. Dezember 2012 feat. Kendrick Lamar |
| 2013 | NYC Greatest Hits                | Erstveröffentlichung: 28. Oktober 2013                       |
| 2018 | Hurricanes Still on My Mind      | Erstveröffentlichung: 2018                                   |
| 2018 | Friends Still on My Mind         | Erstveröffentlichung: 2018                                   |
| 2019 | Chances Still on My Mind         | Erstveröffentlichung: 2019                                   |
| 2019 | Still on My Mind                 | Erstveröffentlichung: 2019                                   |

## Sonderveröffentlichungen

### Alben
| Jahr | Titel Musiklabel                    | Anmerkungen                           |
| ---- | ----------------------------------- | ------------------------------------- |
| 1995 | Odds & Ends Arista Records (Arista) | Erstveröffentlichung: 9. Oktober 1995 |

| Jahr | Titel Musiklabel                                       | Anmerkungen                                                         |
| ---- | ------------------------------------------------------ | ------------------------------------------------------------------- |
| 2003 | Sessions @ AOL AOL Music (WMG)                         | Erstveröffentlichung: 13. August 2003 Teil der „Sessions@AOL“-Reihe |
| 2019 | No Angel (20th Anniversary Remix EP) Sony Music (Sony) | Erstveröffentlichung: 31. Mai 2019                                  |

| Jahr | Titel Musiklabel                                     | Anmerkungen                                                     |
| ---- | ---------------------------------------------------- | --------------------------------------------------------------- |
| 1999 | One Step Too Far Arista Records (BMG Ariola)         | Erstveröffentlichung: 1999 Veröffentlichung in China + Taiwan   |
| 2002 | No Angel – The Remixes Arista Records (BMG Ariola)   | Erstveröffentlichung: 2002 Veröffentlichung in Brasilien        |
| 2003 | Life for Rent / No Angel Arista Records (BMG Ariola) | Erstveröffentlichung: 16. Dezember 2003 Teil der „2-in-1“-Reihe |

### Lieder
| Jahr | Titel Album                                               | Anmerkungen                                                                            |
| ---- | --------------------------------------------------------- | -------------------------------------------------------------------------------------- |
| 1996 | Flowerstand Man Reverence                                 | Erstveröffentlichung: 8. April 1996 Faithless feat. Dido                               |
| 1998 | Postcards Sunday 8PM                                      | Erstveröffentlichung: 28. September 1998 Faithless feat. Dido                          |
| 1998 | Hem of His Garment Sunday 8PM                             | Erstveröffentlichung: 28. September 1998 Faithless feat. Dido & Pauline Taylor         |
| 2000 | Stan The Marshall Mathers LP                              | Erstveröffentlichung: 23. Mai 2000 Eminem feat. Dido                                   |
| 2001 | One Step too Far Outrospective                            | Erstveröffentlichung: 18. Juni 2001 Faithless feat. Dido                               |
| 2002 | Feels Like Fire Shaman                                    | Erstveröffentlichung: 22. Oktober 2002 Carlos Santana feat. Dido                       |
| 2004 | No Roots                                                  | Erstveröffentlichung: 7. Juni 2004 Faithless feat. Dido                                |
| 2004 | I Eat Dinner Bridget Jones – Am Rande des Wahnsinns (OST) | Erstveröffentlichung: 19. November 2004 Rufus Wainright feat. Dido                     |
| 2004 | Don’t You Trust Me Loyal to the Game                      | Erstveröffentlichung: 12. Dezember 2004 Tupac Shakur feat. Dido                        |
| 2005 | Hurt U Safe from Harm                                     | Erstveröffentlichung: 28. September 2005 Dusted feat. Dido                             |
| 2005 | Time Takes Time Safe from Harm                            | Erstveröffentlichung: 28. September 2005 Dusted feat. Dido                             |
| 2005 | Winter Safe from Harm                                     | Erstveröffentlichung: 28. September 2005 Dusted feat. Dido                             |
| 2006 | One Step Too Far Rhythms del Mundo – Cuba                 | Erstveröffentlichung: 10. November 2006 Buena Vista Social Club feat. Dido & Faithless |
| 2006 | Last This Day To All New Arrivals                         | Erstveröffentlichung: 27. November 2006 Faithless feat. Dido                           |
| 2007 | Sing Songs of Mass Destruction                            | Erstveröffentlichung: 1. Oktober 2007 Annie Lennox feat. Various Artists               |
| 2010 | Feelin’ Good The Dance                                    | Erstveröffentlichung: 16. Mai 2010 Faithless feat. Dido                                |
| 2017 | Beside the Sea Soul Sun                                   | Erstveröffentlichung: 26. Mai 2017 Damien Dempsey feat. Dido                           |
| 2019 | Cards The Last Summer                                     | Erstveröffentlichung: 11. Oktober 2019 R+ feat. Dido                                   |
| 2019 | Look Up! The Last Summer                                  | Erstveröffentlichung: 11. Oktober 2019 R+ feat. Dido                                   |
| 2019 | My Boy The Last Summer                                    | Erstveröffentlichung: 11. Oktober 2019 R+ feat. Dido                                   |
| 2019 | Summer Dress The Last Summer                              | Erstveröffentlichung: 11. Oktober 2019 R+ feat. Dido                                   |
| 2019 | Those Were The Days The Last Summer                       | Erstveröffentlichung: 11. Oktober 2019 R+ feat. Dido                                   |
| 2019 | Together The Last Summer                                  | Erstveröffentlichung: 11. Oktober 2019 R+ feat. Dido                                   |
| 2024 | When Love Sucks Nu King                                   | Erstveröffentlichung: 16. Februar 2024 Jason Derulo feat. Dido                         |

| Jahr | Titel Album                                       | Anmerkungen                                                                                            |
| ---- | ------------------------------------------------- | --- |
| 2002 | Dub Be Good to Me NME Presents: 1 Love            | Erstveröffentlichung: 2. Dezember 2002 mit Faithless; Original: The S. O. S. Band – Just Be Good to Me |
| 2007 | Fire and Rain Sounds Eclectic: The Covers Project | Erstveröffentlichung: 13. März 2007 Original: James Taylor                                             |

| Jahr | Titel Soundtrack                                    | Anmerkungen                                                        |
| ---- | --------------------------------------------------- | ------------------------------------------------------------------ |
| 1998 | Thank You Sie liebt ihn – sie liebt ihn nicht       | Erstveröffentlichung: 14. April 1998                               |
| 2004 | I Eat Dinner Bridget Jones – Am Rande des Wahnsinns | Erstveröffentlichung: 19. November 2004 Rufus Wainright feat. Dido |
| 2010 | Everything to Lose Sex and the City 2               | Erstveröffentlichung: 25. Mai 2010                                 |
| 2010 | If I Rise 127 Hours                                 | Erstveröffentlichung: 2. November 2010 mit A. R. Rahman            |

## Statistik

### Chartauswertung
|                     | DE    | AT    | CH    | UK    | US    |
| ------------------- | ----- | ----- | ----- | ----- | ----- |
| Nummer-eins-Alben   | DE1DE | AT1AT | CH2CH | UK2UK | US—US |
| Top-10-Alben        | DE5DE | AT4AT | CH5CH | UK5UK | US2US |
| Alben in den Charts | DE6DE | AT5AT | CH6CH | UK6UK | US5US |

|                       | DE     | AT     | CH     | UK     | US    |
| --------------------- | ------ | ------ | ------ | ------ | ----- |
| Nummer-eins-Singles   | DE2DE  | AT2AT  | CH1CH  | UK2UK  | US—US |
| Top-10-Singles        | DE3DE  | AT3AT  | CH4CH  | UK7UK  | US1US |
| Singles in den Charts | DE11DE | AT10AT | CH13CH | UK13UK | US3US |

|                          | DE    | AT    | CH    | UK    | US    |
| ------------------------ | ----- | ----- | ----- | ----- | ----- |
| Nummer-eins-Videoalben   | DE—DE | AT—AT | CH—CH | UK—UK | US—US |
| Top-10-Videoalben        | DE—DE | AT1AT | CH—CH | UK—UK | US—US |
| Videoalben in den Charts | DE—DE | AT1AT | CH—CH | UK1UK | US—US |

### Auszeichnungen für Musikverkäufe
| Land/RegionAuszeichnungen für Musikverkäufe (Land/Region, Auszeichnungen, Verkäufe, Quellen) | Silber     | Gold       | Platin         | Diamant  | Verkäufe     | Quellen                                                        |
| -------------------------------------------------------------------------------------------- | ---------- | ---------- | -------------- | -------- | ------------ | -------------------------------------------------------------- |
| Argentinien (CAPIF)                                                                          | —          | —          | 2× Platin2     | —        | 100.000      | capif.org.ar AR2                                               |
| Australien (ARIA)                                                                            | —          | 4× Gold4   | 22× Platin22   | —        | 1.680.000    | aria.com.au                                                    |
| Belgien (BRMA)                                                                               | —          | 2× Gold2   | 10× Platin10   | —        | 450.000      | ultratop.be                                                    |
| Brasilien (PMB)                                                                              | —          | 3× Gold3   | 2× Platin2     | —        | 600.000      | pro-musicabr.org.br                                            |
| Chile (IFPI)                                                                                 | —          | —          | Platin1        | —        | 20.000       | Einzelnachweise                                                |
| Dänemark (IFPI)                                                                              | —          | 3× Gold3   | 4× Platin4     | —        | 364.000      | ifpi.dk                                                        |
| Deutschland (BVMI)                                                                           | —          | 5× Gold5   | 6× Platin6     | —        | 2.850.000    | musikindustrie.de                                              |
| Europa (IFPI)                                                                                | —          | —          | 10× Platin10   | —        | (10.000.000) | ifpi.org (Memento vom 1. Januar 2014 im Internet Archive)      |
| Finnland (IFPI)                                                                              | —          | Gold1      | Platin1        | —        | 67.999       | ifpi.fi                                                        |
| Frankreich (SNEP)                                                                            | —          | 4× Gold4   | 5× Platin5     | Diamant1 | 2.795.000    | snepmusique.com                                                |
| Griechenland (IFPI)                                                                          | —          | 3× Gold3   | —              | —        | 30.000       | Einzelnachweise                                                |
| Irland (IRMA)                                                                                | —          | Gold1      | —              | —        | 7.500        | irishcharts.ie                                                 |
| Italien (FIMI)                                                                               | —          | 2× Gold2   | Platin1        | —        | 185.000      | fimi.it                                                        |
| Japan (RIAJ)                                                                                 | —          | Gold1      | —              | —        | 100.000      | riaj.or.jp                                                     |
| Kanada (MC)                                                                                  | —          | 2× Gold2   | 7× Platin7     | —        | 780.000      | musiccanada.com                                                |
| Kroatien (HDU)                                                                               | Silber1    | —          | —              | —        | 3.000        | hgu.hr                                                         |
| Mexiko (AMPROFON)                                                                            | —          | Gold1      | Platin1        | —        | 200.000      | amprofon.com.mx                                                |
| Neuseeland (RMNZ)                                                                            | —          | 2× Gold2   | 15× Platin15   | —        | 315.000      | aotearoamusiccharts.co.nz NZ2 NZ3                              |
| Niederlande (NVPI)                                                                           | —          | Gold1      | 2× Platin2     | —        | 200.000      | nvpi.nl                                                        |
| Norwegen (IFPI)                                                                              | —          | —          | 4× Platin4     | —        | 140.000      | ifpi.no (Memento vom 5. November 2012 im Internet Archive)     |
| Österreich (IFPI)                                                                            | —          | Gold1      | 4× Platin4     | —        | 175.000      | ifpi.at                                                        |
| Polen (ZPAV)                                                                                 | —          | 4× Gold4   | 3× Platin3     | —        | 220.000      | olis.pl                                                        |
| Portugal (AFP)                                                                               | —          | 2× Gold2   | —              | —        | 25.000       | Einzelnachweise                                                |
| Russland (NFPF)                                                                              | —          | —          | Platin1        | —        | 20.000       | 2m-online.ru (Memento vom 22. Januar 2009 im Internet Archive) |
| Schweden (IFPI)                                                                              | —          | Gold1      | 3× Platin3     | —        | 170.000      | sverigetopplistan.se                                           |
| Schweiz (IFPI)                                                                               | —          | 2× Gold2   | 8× Platin8     | —        | 375.000      | hitparade.ch                                                   |
| Spanien (Promusicae)                                                                         | —          | 5× Gold5   | Platin1        | —        | 250.000      | elportaldemusica.es                                            |
| Südafrika (RISA)                                                                             | —          | —          | 3× Platin3     | —        | 150.000      | mi2n.com                                                       |
| Tschechien (IFPI)                                                                            | —          | —          | —              | —        | 20.000       | Einzelnachweise                                                |
| Ungarn (MAHASZ)                                                                              | —          | 2× Gold2   | —              | —        | 18.000       | slagerlistak.hu                                                |
| Vereinigte Staaten (RIAA)                                                                    | —          | 2× Gold2   | 10× Platin10   | —        | 11.000.000   | riaa.com                                                       |
| Vereinigtes Königreich (BPI)                                                                 | 4× Silber4 | 3× Gold3   | 28× Platin28   | —        | 13.120.000   | bpi.co.uk                                                      |
| Insgesamt                                                                                    | 5× Silber5 | 57× Gold57 | 154× Platin154 | Diamant1 |              |                                                                |